# Margarita Delgado Tejero
Margarita Delgado Tejero (Madrid, 1963) és una economista espanyola que va exercir com a sotsgovernadora del Banc d'Espanya entre 2018 i 2024, així com governadora en funcions del Banc entre juny i setembre de 2024. Va ser la primera dona a ocupar aquest càrrec en la història de la institució.

## Biografia
Es va llicenciar en Ciències Econòmiques i Empresarials a la Universitat Complutense de Madrid el 1986. Va entrar a treballar al Banc d'Espanya el 1989 com a tècnica de supervisió i posteriorment va aprovar l'oposició d'inspectora d'entitats de crèdit el 1991. El 1993 fou nomenada cap d'equips així com responsable d'inspeccions in situ. Més endavant, Delgado va ser nomenada directora d'Inspecció I del Banc d'Espanya, responsable de la supervisió de les antigues caixes d'estalvis el 2013. El 2014 fou nomenada directora general adjunta del Mecanisme Únic de Supervisió. En aquest organisme ha format part de la Direcció General Microprudencial Supervisió I.
El seu nom va aparèixer per primera vegada com a futurible per al càrrec de governadora a principis de 2018, i també per a sotsgovernadora. Inicialment va mostrar la seva preferència per seguir amb la seva carrera al BCE. Delgado va ser proposada en el càrrec de sotsgovernadora, juntament amb Pablo Hernández de Cos com a governador, per Mariano Rajoy el 29 de maig de 2018.

### Sotsgovernadora del Banc d'Espanya
El 31 de juliol de 2018 es va saber el seu nomenament com a nova sotsgovernadora de l'organisme i va assumir el càrrec l'11 de setembre de 2018, en substitució de Javier Alonso Ruiz-Ojeda, qui va presentar la seva renúncia.
Per la seva condició de sotsgovernadora, ha sigut consellera nata en la Comissió Nacional del Mercat de Valors (CNMV), presidenta de la comissió gestora del Fons de Garantia de Dipòsits, vicepresidenta de la comissió rectora del Fons de Reestructuració Ordenada Bancària i, finalment, membre del consell de supervisió del Mecanisme Únic de Supervisió del Banc Central Europeu.
L'11 de juny de 2024, després del cessament sense reemplaçament del governador Hernández de Cos, Delgado va assumir interinament el càrrec de governadora del Banc d'Espanya, ocupant aquest càrrec fins al 6 de setembre, quan va assumir el nou governador, José Luis Escrivá. Va finalitzar el seu mandat com a sotsgovernadora l'11 de setembre, sent sustituída en el càrrec per Soledad Núñez Ramos.